# Jure Pavlič
Jure Pavlič (nascido em 23 de abril de 1963) é um ex-ciclista iugoslavo. Se tornou profissional em 1989 e permaneceu até 1991.
Representando a Iugoslávia, competiu na prova individual do ciclismo de estrada nos Jogos Olímpicos de Verão de 1984, disputada na cidade de Los Angeles, Estados Unidos. Ficou com a modesta 42ª colocação.